# Наутило (подводная лодка)
RM Nautilo (с итал. — «Наутилус») — подводная лодка типа «Флутто» Королевских ВМС Италии, участвовавшая во Второй мировой войне.

## История
На стапелях лодка была заложена 3 января 1942 года. С самого начала эксплуатации у подводной лодки были обнаружены проблемы с винтами: пришлось заменить винт с постоянным шагом на винт с переменным шагом, дабы избежать нештатных ситуаций. 23 февраля 1943 года её спустили на воду, а 21 июня 1943 года официально ввели в строй, однако де-факто она не была окончательно достроена и из-за этого в море находилась не так долго. 8 сентября 1943 «Наутило» пыталась перейти из Монфальконе в Венецию, однако её захватили немцы 11 сентября.. 
В составе кригсмарине подлодка получила специальное обозначение «U-19 (It)», что означало «Unterseeboot-19 (Italienische)». Её отправили в Полу, где она и находилась долгое время. 9 января 1944 авиация Союзников совершила мощный налёт на город, и подлодка затонула после попадания нескольких авиабомб.. Только ближе к концу войны югославы подняли подлодку со дна моря, отремонтировали её и ввели в состав своего флота в 1949 году под именем «П-802 Сава». Она прослужила до 1967 года, а затем в 1971 году была разобрана.